# Ana Figueroa

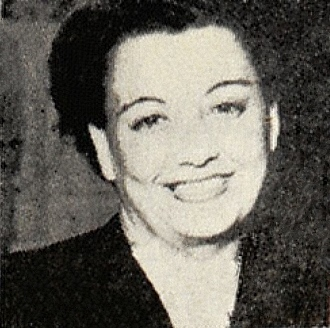
Ana Figueroa Gajardo.

Ana Figueroa Gajardo (Santiago, 19 de junio de 1907 - ibíd., 8 de abril de 1970), a veces también llamada Ana Figuero, fue una diplomática, educadora y activista feminista chilena.
Profesora egresada de la Universidad de Chile, al estallar la Segunda Guerra Mundial se trasladó a los Estados Unidos para estudiar en la Universidad de Columbia y en la Universidad Estatal de Colorado. A su regreso, se encargó de supervisar el sistema de enseñanza media (1947-49). En 1948 presidió la Federación Chilena de Instituciones Femeninas, que consiguió la aprobación del sufragio femenino en Chile (1949), y en 1950 fue nombrada ministra plenipotenciaria ante las Naciones Unidas. Como directora del Comité de Asuntos Sociales, Humanitarios y Culturales, fue la primera mujer en presidir un Comité de la Asamblea General de la ONU. En 1952 fue la primera mujer miembro del Consejo de Seguridad del mismo organismo, y en 1966 fue la primera mujer directora general asistente de la Asociación Internacional de los Trabajadores, cargo al que renunció un año después por razones de salud.